# Lupitidin
Lupitidin je antagonist H2 receptora. On deluje kao agens protiv čireva.